# Eustacio de Tesalónica
Eustacio de Tesalónica (en griego antiguo, Εὐστάθιος; Constantinopla, ?-Salónica, 1198) fue arzobispo de Tesalónica. Tras ser un monje en el monasterio de San Floro, le fueron asignados los cargos de superintendente de peticiones (ἐπὶ τῶν δεήσεων), profesor de retórica (μαΐστωρ ῥητόρων) y diácono de la iglesia de Constantinopla. Tras ser destinado al obispado de Myra ascendió al arzobispado de Tesalónica, donde permaneció hasta su muerte en 1198.
Eutimio y Miguel Coniates celebraron funerales en su honor, de los que se conservan manuscritos en la Biblioteca Bodleiana de Oxford. Nicetas Coniates le concedía alabanzas como el hombre más instruido de su época, un juicio que es difícil discutir. Escribió comentarios sobre poetas de la antigua Grecia, tratados teológicos, homilías, epístolas y un importante relato del saqueo de Tesalónica por parte de Guillermo II de Sicilia en 1185.
De sus obras, los comentarios sobre Homero son los más frecuentemente aludidos: muestran un exhaustivo conocimiento de la literatura griega desde los tiempos más antiguos a los más modernos. Otras obras muestran un carácter impresionante y un enorme poder de oratoria que le granjeó la estima de la familia imperial de los Comnenos.

## Obra
Sus obras más importantes son las siguientes:
- El saqueo de Tesalónica, un relato ocular del asedio en 1185 y el subsiguiente sufrimiento de los habitantes de Tesalónica. En las primeras secciones de estas convincentes memorias Eustacio describe sucesos políticos en Constantinopla desde la muerte de Manuel I Comneno, pasando por el corto reinado de Alejo II Comneno hasta la usurpación de Andrónico I Comneno, con mordaces comentarios sobre las actividades de nobles y cortesanos. El texto griego fue editado recientemente por Kyriakidis.
- Comentarios sobre la Ilíada y la Odisea (Παρεκβολαὶ εἰς τὴν Ὁμήρου Ἰλιάδα καὶ Ὀδυσσείαν). No son comentarios originales, sino colecciones de extractos de comentaristas anteriores de estos dos poemas, habiendo muchas correspondencias con los escolios homéricos. Esta vasta compilación fue elaborada con gran diligencia y perseverancia a partir de numerosas y amplias obras de los gramáticos y críticos alejandrinos, así como de comentaristas posteriores, y constituye la contribución más importante a la investigación homérica de la Edad Media, especialmente porque todas las obras de las que Eustacio hizo sus resúmenes se han perdido.
Eustacio cita a un prodigioso número de autores, pero aunque es cierto que no los leyó a todos y que citó a algunos de segunda mano, es muy probable que estuviese personalmente familiarizado con las obras de los mayores críticos antiguos, concretamente Aristarco de Samotracia, Zenódoto de Éfeso, Aristófanes de Bizancio y otros, que probablemente fueran aún accesibles en la biblioteca de Constantinopla. También fue un ávido lector de los Deipnosofistas de Ateneo. Como comentarios per se estas obras son menos impresionantes: sus comentarios son muy difusos, interrumpidos frecuentemente por todo tipo de digresiones y plagados de errores etimológicos y gramaticales heredados de sus predecesores alejandrinos. El comentario contiene muy poco material original, pero abarca gramática, mitología, historia y geografía.
La primera edición, de Majoranus, fue publicada en Roma en 1542−1550 (4 tomos, fol.),[2] siendo más tarde publicada una inexacta reimpresión en Basilea en 1559−1560.[3] La edición de Alessandro Politi (Florencia, 1730, 3 tomos, folio)[4] contiene solo el comentario de los cinco primeros libros de la Ilíada con una traducción latina. Una reimpresión tolerablemente correcta de la edición romana fue publicada en Leipzig en dos partes: la primera, que contiene el comentario de la Odisea (2 tomos, 4.º),[5] apareció en 1825–1826, y la segunda, que contiene el comentario de Ilíada (3 tomos, 4.º), fue editada por J. G. Stallbaum para la Patrologia Graeca, 1827–1829.[6] Sin embargo, todas ellas han sido sustituidas por la concienzuda edición de van der Valk.[7] (Útiles extractos de los comentarios también se incluyen adrede en varias ediciones de los poemas homéricos.)
- Un comentario sobre Dionisio Periegeta, dedicado a Juan Ducas, hijo de Andrónico Camatero. Tiene el mismo espíritu que el comentario sobre Homero, y comparte su misma prolijidad. Sin embargo, consta de numerosos resúmenes valiosos de escritores anteriores para ilustrar la geografía de Dionisio. Fue impreso por primera vez en la edición de Roberto Stephanus de Dionisio (París, 1547, 4.º),[8] y más tarde en la de Enrique Stephanus (París, 1577, 4.º[9] y 1697, 8 tomos), en los Geographicae minores de John Hudson (volumen iv),[10] y por último en la edición de Bernhardy de Dionisio (Leipzig, 1828, 8 tomos).[11]
- Un comentario sobre Píndaro. Desafortunadamente, parece haberse perdido: al menos no se ha encontrado ningún manuscrito. Se conserva sin embargo la introducción, que fue publicada por primera vez por Tafel en su Eustathii Thessalonicensis Opuscula (Fráncfort, 1832, 4.º),[12] de donde fue reimpresa separadamente por Schneidewin, Eustathii prooemium commentariorum Pindaricorum (Gotinga, 1837, 8.º).[13]

De las demás obras de Eustacio, algunas fueron publicadas por primera vez por Tafel en las mencionadas Opuscula de 1832, mientras que otras han aparecido mucho más recientemente, como en la serie Corpus Fontium Historiae Byzantinae de Peter Wirth, y algunas siguen inéditas. Incluyen escritos teológicos y discursos conmemorativos, siendo estos últimos a veces importantes fuentes históricas.